# Jules Meunier
 (novembre 2023).
Si vous disposez d'ouvrages ou d'articles de référence ou si vous connaissez des sites web de qualité traitant du thème abordé ici, merci de compléter l'article en donnant les références utiles à sa vérifiabilité et en les liant à la section « Notes et références ».
Jean Albert Claudes Jules, 2e baron Meunier, né le 29 mai 1813 dans l'ancien 2e arrondissement de Paris et mort le 9 avril 1867 à Lille, est un notaire et homme politique français, maire de Lille en 1867.

## Biographie
Jules Meunier est le fils aîné du général baron Claude Marie Meunier et de Laure David (1786-1863), fille du célèbre peintre Jacques-Louis David. 
Il a un frère et une sœur, Alfred et Émilie.
Jules Meunier se marie en 1847 avec Pauline Derode (1824-1903), dont il a eu :
- Émile ;
- Henriette, qui épouse Émile Mullié.

## Carrière
Il est élu maire de Lille en 1867.